# Euxoa novangliae
Euxoa novangliae är en fjärilsart som beskrevs av Mcdunnough 1950. Euxoa novangliae ingår i släktet Euxoa och familjen nattflyn. Inga underarter finns listade i Catalogue of Life.